# ビッグボール
ビッグボール（Big ball）は、野球における戦略の一つである。出塁率、四球や長打力を特に重視する。セイバー・メトリクスと密接な関わりのある戦略で、セイバー・メトリクスを重視する新思考派と呼ばれるチームではビッグボール的な戦略をとるチームが多い。ボストン・レッドソックスが代表的なビッグボール派のチームである。反対語はスモールベースボール。

## 概要
スモールボールではアウトの生産性（アウトと引き換えに進塁（送りバント、進塁打）や得点を稼ぐ（犠飛）などが重要とされるが、ビッグボールではアウトがそもそも本質的に非生産的であるという前提に立つ。つまり、アウトにならないことが最も重要視される。野球は1イニングに3つ、1試合で通常27個のアウトをとられるまでは攻撃できるスポーツだからである。
そのため、打者には高い出塁率が求められ高打率や選球眼のいい打者が重宝される。同じ塁へ走者を進めるにしても、打席数が増えればそれだけアウトを増やす可能性が高まる。それゆえ、より少ない打席数でより先の塁へ走者を進めるため、チーム全体としての長打力の高さも重要である。
出塁した走者を塁上にためて長打（二塁打・三塁打・本塁打）で一気に返すという、少ないアウトのリスクでより多くの点を取ることが理想とされる。そのため、自らアウトを相手に献上するバントなどはあまり好まない。盗塁もチーム方針あるいは監督によって程度の差はあるが、自らアウトのリスクを発生させる行為であるため重視はされない。
「守備力を軽視している」という批判を受けやすいが、守備力を兼ね備えた強打者が少ないために結果的に守備力に劣る場合もあるのであって、ビッグボール自体が本質的に守備力を軽視しているのではない。守備力が高いに越したことがないのはビッグボールも同様であるが、それを攻撃力を極端に落としてまで追求しないということである。
長打力のある打者は総じて年俸が高騰しがちであるため、ある程度資金的に余裕のあるチームがこの戦略をとることが多い。あるいは、本拠地球場が本塁打の出やすい球場の場合もこの戦略がとられることがある。レッドソックスやテキサス・レンジャーズなど伝統的にこの戦略をとり続けるチームも存在する。